# Wavegramme électroglottographique
Un wavegramme (littéralement ondogramme) électroglottographique est un outil d'analyse de l'émission vocale dans la parole et le chant, reposant sur le signal électroglottographique (EGG) (et sa première dérivée, abrégée en DEGG).

## Généralités

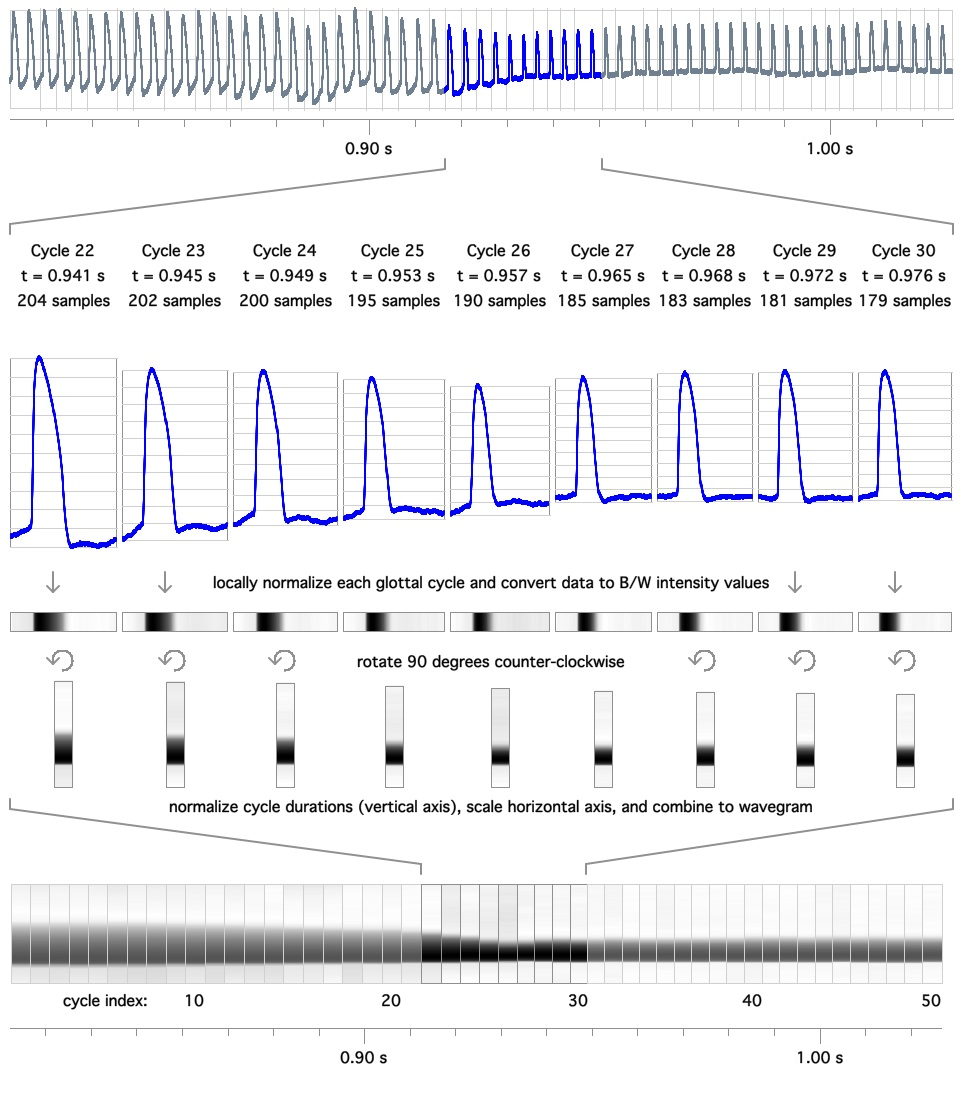
Comment construire un wavegramme.

Le wavegramme, inventé par Christian T. Herbst, fournit un moyen intuitif d'appréhender rapidement les phénomènes de contact des plis vocaux et leur évolution au fil du temps dans la parole. Les fermetures et les ouvertures des plis vocaux apparaissent ici comme une séquence ordonnée plutôt que comme un train d'événements séparés. Ces cycles se déroulent sur une certaine période de temps et changent avec la hauteur, l'intensité et le registre. L'intérêt des wavegrammes est de rendre visibles les changements du régime oscillatoire des cordes vocales, y compris des nuances subtiles qu'il peut être difficile d'isoler sur des spectrogrammes du signal de parole.
Les wavegrammes diffèrent en fonction de divers paramètres, notamment : 
1. l'anatomie de l'individu ;
2. les habitudes musculaires physiologiques de la phonation, par exemple le degré d'adduction des cordes vocales, et le registre (en voix chantée et parlée) ;
3. les troubles organiques de la voix, c'est-à-dire les déviations pathologiques.

## Réalisation
Pour produire un wavegramme, il faut détecter la fréquence fondamentale et identifier les cycles glottiques successifs dans le signal EGG (ou sur sa dérivée, DEGG). Chaque cycle est localement normalisé en durée et en amplitude. Les valeurs du signal sont codées par l'intensité de la couleur et les cycles sont concaténés pour afficher toute la phonation dans une seule image, selon un principe qui se rapproche de la spectrographie sonore (représentation de l'intensité sur l'échelle des fréquences en fonction du temps, avec l'intensité de la couleur comme représentation de l'intensité du signal).
La création des wavegrammes électroglottographiques comportent cinq étapes :
1. extraction de cycles glottiques consécutifs à partir du signal électroglottographique ;
2. les valeurs de données normalisées localement sont converties en informations de couleur monochrome et sont tracées sous la forme d'une bande dont chacune représente un cycle glottal ;
3. les bandes sont soumises à une rotation de 90 degrés dans le sens inverse des aiguilles d'une montre ;
4. la durée du cycle glottal est normalisée en mettant à l'échelle les tracés individuels du cycle glottal à la même hauteur ;
5. les graphiques sont combinés dans l'affichage final.

## Applications
Les wavegrammes peuvent être utilisés pour diverses applications :
- le dépistage de troubles de la voix (par exemple dans les écoles) ;
- le suivi en temps réel de la fonction laryngée dans la pédagogie et l'éducation vocales[2] ;
- l'orthophonie (remédiation à des troubles fonctionnels de la voix) ;
- reconnaissance vocale en criminalistique.

## Extensions
Le concept de wavegramme peut être étendu à l'affichage d'autres données, telles que des signaux acoustiques ou des enregistrements endoscopiques vidéo à grande vitesse des cordes vocales pendant la phonation,.